# وروار أسود الرأس
وروار أسود الرأس (الاسم العلمي: Merops breweri) هو نوع من الطيور يتبع جنس الوروار من فصيلة الوروارية.